# Lubomír Štrougal
Lubomír Štrougal, född 19 oktober 1924 i Veselí nad Lužnicí, Tjeckoslovakien, död 6 februari 2023, var en tjeckisk jurist och politiker. Štrougal var Tjeckoslovakiens premiärminister 1970–88.

## Biografi
Efter obligatorisk tjänstgöring i tysk industri under andra världskriget studerade Štrougal juridik vid Karlsuniversitetet i Prag. Han gick in i Tjeckoslovakiens kommunistiska parti och var sedan slutet av 1950-talet medlem av dess centralkommitté. Mellan 1959 och 1961 var Štrougal jordbruksminister och därefter inrikesminister 1961–65.
År 1968 blev han vice premiärminister till Oldřich Černík. Till en början avvisade han Warszawapaktens ockupation av Tjeckoslovakien 1968, men senare blev han en av de framstående företrädarna för Gustáv Husáks regim. Štrougal var därefter Tjeckoslovakiens premiärminister från 28 januari 1970 till 12 oktober 1988.
På grund av konflikter med kommunistpartiets ordförande Miloš Jakes avgick han som premiärminister 1988. Han kritiserade tillståndet i partiet, statsledningen och samhället. Under sammetsrevolutionen 1989 var Štrougal en av kandidaterna till ordförandeposten i kommunistpartiet, men uteslöts ur partiet i februari 1990 och lämnade sedan politiken.
Efter kommunismens fall anklagades Štrougal för att, som inrikesminister 1965, ha förhindrat utredningar av brott som utförs av den tjeckoslovakiska säkerhetspolisen under åren 1948–49. Ärendet lades dock ned 2002 på grund av bristande bevis. År 2022 ställdes han åter inför rätta efter anklagelser om att han skulle ha beordrat tjeckoslovakiska gränsvakter att skjuta mot personer som försökte korsa gränsen illegalt. Även detta ärende lades dock ned, med hänvisning till Štrougals höga ålder och sviktande hälsa.